# Grizeofulvin
A grizeofulvin (INN: griseofulvin) egy gombaellenes gyógyszer. 
Rendelhetik tinea fertőzések kezelésére. A  Penicillium griseofulvum penészgombafaj termeli.
A VIII. Magyar Gyógyszerkönyvben Griseofulvinum    néven hivatalos.  